# Prosimis
Els prosimis són un grup de mamífers que inclou tots els primats tret dels micos i simis. Entre d'altres, inclouen els lèmurs, els ai-ais, els gàlags i els tarsers. Se'ls considera més primitius que els micos i els simis. Els prosimis són els únics primats nadius de Madagascar i també viuen a Àfrica i Àsia. Tret dels tarsers, tots els prosimis vivents pertanyen al subordre dels estrepsirrins. Com que els tarsers, així com alguns prosimis extints, comparteixen un avantpassat comú més recent amb els micos i els simis que amb la resta de prosimis, els prosimis formen un grup parafilètic i no un clade.
Els adàpids són un grup extint que eren, amb tota probabilitat, prosimis i estaven relacionats amb els estrepsirrins. Els omòmids són un altre grup extingit de prosimis, però es creu que eren haplorrins, estretament relacionats amb els tarsers, però allunyats de la resta d'haplorrins.